# IC 4547
IC 4547 — галактика типу E-S0 (еліптична спіральна галактика) у сузір'ї Північна Корона.
Цей об'єкт міститься в оригінальній редакції індексного каталогу.